# Лаумен, Герберт
Ге́рберт Ла́умен (нем. Herbert Laumen; род. 11 августа 1943) — немецкий футболист, нападающий. Сыграл два матча за сборную Германии.

## Карьера
Начал карьеру в местной «Боруссии», где быстро закрепился в основе. В 1965 году он дебютировал в Бундеслиге. Благодаря его голам «Боруссия» стала чемпионом ФРГ в 1970 и 1971 годах. Следующие три сезона нападающий провёл в «Вердере» (60 матчей / 18 голов) и «Кайзерслаутерне» (21 матч / 6 голов). Завершил карьеру во французском «Метце».

## Достижения
Чемпион ФРГ: 1969/70, 1970/71

## Сборная
В 1968 он сыграл два матча (забил один гол) за сборную ФРГ.